# Fannia mexicana
Fannia mexicana är en tvåvingeart som först beskrevs av Jacques-Marie-Frangile Bigot 1885.  Fannia mexicana ingår i släktet Fannia och familjen takdansflugor. Inga underarter finns listade i Catalogue of Life.